# Sivuca
Sivuca (Severino Dias de Oliveira) (født 26. maj 1930 i Paraiba, Brasilien - død 14. december 2006 i João Pessoa, Brasilien) var en brasiliansk akkordeonist, guitarist, sanger og komponist.
Sivuca hører til blandt Brasiliens kendteste og mest respekterede musikere. Han var albino ligesom sin kollega Hermeto Pascoal, som han ofte forveksles med i Vesten, og han var også multiinstrumentalist. Desuden var han næsten blind. Hans evne til at spille og blande mange instrumenter i den samme sang, når han optrådte - og til at akkompagnere instrumenterne med sin karakteristiske stemme - gav ham hans helt egen stil indenfor latinamerikansk musik.
Sivuca var i perioder et efterspurgt navn på mange verdenskendte kunstneres album, så som Toots Thielemans, Paul Simon, Elis Regina, Harry Belafonte og Miriam Makeba. Han boede i perioder i New York og i Lissabon, og rejste verden rundt som turnerende musiker og entertainer. På sine turneer i Europa optrådte han ofte med skandinaviske jazzmusikere, som f.eks. Sylvia Vrethammar, Svend Asmussen, Monica Zetterlund samt Putte Wickman. Svensk TV producerede i 1960'erne flere jazz-udsendelser af høj kunstnerisk kvalitet, hvori Sivuca deltog, når han var på besøg i Sverige, bl.a. udsendelsen Sivuca - Musikant Från Brasilien fra 1969.
Han medvirkede desuden på sangen Myggevinger med det danske band The Lejrbåls på deres album, da han var i Werner Studio under et skandinavisk besøg i 1986.
Sivuca er bedst kendt for sit karakteristiske akkordeonspil og sin særlige scat-sang som han akkompagnerede sin akkordeon med. Han nåede indtil sin død at udgive i alt 40 album, og han har skrevet både populærmusik og kompositionsmusik. Han døde efter kort tids sygdom på et hospital i João Pessoa i 2006 - 76 år gammel.

## Udvalgt diskografi
- Motivo Para Dancar
- Rendez-Vou Rio
- Sivuca
- Sivuca & Putte Wickman
- Live at the Village Gate
- Som Brasil
- Chiko´s Bar - with Toots Thielemans
- Café Brazil